# 질셀 테제
질셀 테제(Zilsel thesis)는 과학사 및 사상사에서, 왜 근대과학이 다른 시대 다른 지역이 아니고 17세기 초 서유럽에서 굳이 발생했는지에 대해 설명하는 과학철학이다.
에드거 질셀은 과학은 자본주의가 서구 사회에 발생한 이후에야 발생할 수 있다고 주장했다. 그에 따르면 초기 자본 사회의 발달은 마법적 사고, 권위에 대한 믿음을 약화시켰으며 이성적 정량적 사고의 단초를 마련했다. 그리고 이로 인해 두 개의 서로 다른 사회 집단이 접촉하게 되는 환경이 마련되었다. 상위 계층에 속했던 학술적으로 훈련된 이성적 사상가들과, 질셀이 소위 "우월 장인"(superior craftsmen)이라고 부른 집단이 그것이다. 학자들은 방법론적인 지적 훈련을 받았으나 실용적 기술은 없었고, 장인들은 실험과 일상적 연구에 숙달되었으나 방법론적 이성이 결여되어 있었다.

## 참고 자료
- Zilsel, Edgar. 2003. The social origins of modern science. Edited by D. Raven, W. Krohn and R. S. Cohen, Boston studies in the philosophy of science ; v. 200. Dordrecht, Netherlands: Kluwer Academic Publishers.